# 中国林业出版社
中国林业出版社是中华人民共和国的一家出版社，成立于1953年11月（或3月），社址位于北京市。